# Ол-Доїньйо-Ленгаї
Ол-Доїньйо-Ленгаї (Ol Doinyo Lengai) — активний вулкан на Східно-Африканському рифті на півночі Танзанії. Він розташований приблизно за 120 км на північний захід від міста Аруша на озері Натрон. Мовою масаї назва вулкану означає Божа гора. Вулкан висотою близько 2960 м.н.м. є для масаї резиденцією їх бога Нґаї, а виверження вулкану символізує гнів Божий.

## Вулканізм
Останні записи про виверження Ол-Дойньо-Ленгаї датовані 1880-ми роками. Ол-Доїньйо-Ленгаї — єдиний у світі діючий вулкан, який вивергає карбонатитну лаву. Ця лава дуже рідка, має в'язкість близько в'язкості води. Натрокарбонатитна лава (Na2CO3) цього вулкана досягає температури між 491 °C та 590 °C, що порівняно з лавою інших вулканів є відносно низькою температурою, але тим не менш походить з мантії Землі. Через низьку температуру, на сонці рідка лава видається чорною, деколи зі срібним блиском, без характерного помаранчевого світіння лави з високим вмістом силікатів; щойно застигла лава має темний коричневий колір. Лава багата на рідкісні натрієві і калієві карбонати, ньєререрит і грегорит. Але ці мінерали нестабільні на поверхні Землі та швидки вивітрюються, змінюючи колір застиглої лави на сіро-бежевий.
Відносно поруч розташовані згаслі карбонатні вулкани, у тому числі гора Хома.
Основна активність вулкану відбувається у кратерному озері, яке заповнене продуктами виверження. Рівень наповнення постійно змінюється: рівень карбонатитної лави може раптово просідати і знову підніматися; постійно утворюються пухирці газу до 3 м в діаметрі. Часто лавовий потік переливається через край кратера. На більш дрібних місцях виходу лави утворюються круті конус до декількох метрів у висоту, так звані «горніто» (букв., «маленькі печі»).

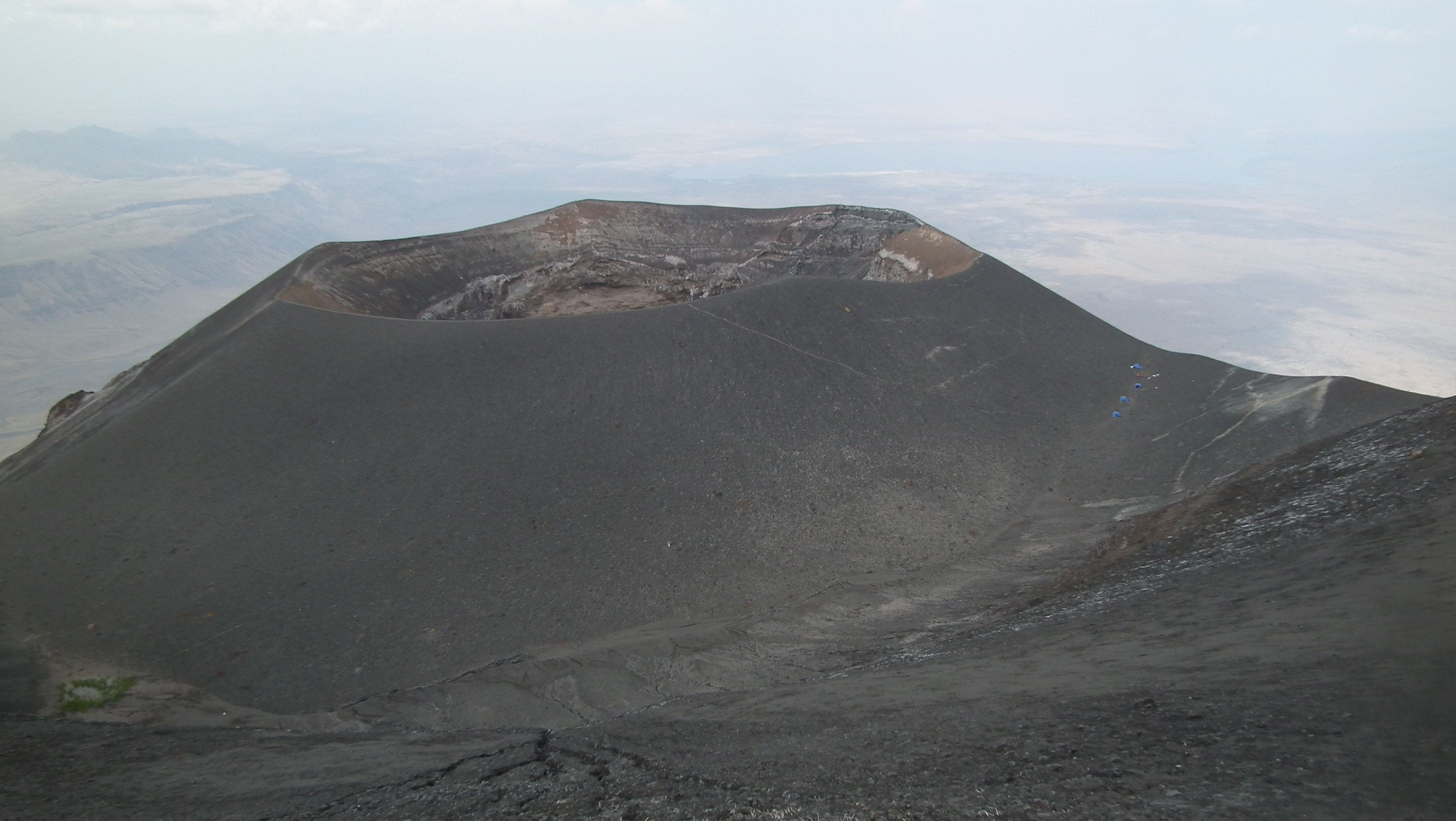
Кратер в січні 2011

У липні 2007 року відбулося велике виверження з викидом попелу у кілометр висотою, що призвело до евакуації з околиць вулкану. В результаті  область вершини вулкана значно змінилася — вибухові виверження тривали до 2008 року і створили кратер понад 100 м глибини з прямовисними стінами. Рослинність навіть на гірських схилах в значній мірі зникла.
У цьому кратері є кілька місць, де викидається типова карбонатитна лава і утворилися вже невеликі горніто на західній стороні дна кратера. У 2013 році спостерігалися невеликі землетруси. Якщо активність збережеться, кратер може через роки знову наповнитись.
Станом на 2024 рік, за повідомленням Live Science, нові супутникові дані вказують на те, що земля навколо цього вулкана в Танзанії роздувається і вчені побоюються, що цей рух може бути передвісником катастрофи. Дані вказують на те, що резервуар магми, розташований на глибині близько 2,3 км під кратером, почав розбухати. За спостереженнями Лабораторії геодезії та тектонофізики Вірджинського технологічного університету, ці періоди швидкого підйому земної кори можуть бути ознаками виверження, що насувається. Ол-Доїньйо-Ленгаї може вивергнутися вже найближчим часом. Виверження поставить під загрозу людей, які живуть навколо вулкана, а також туризм і повітряний простір у цьому районі.

## Маршрути до вершини
Через віддаленість і відсутність інфраструктури на вулкан піднімаються досить рідко. Підйом технічно простий, але дуже втомлює, оскільки не має доріг, а у верхній частині проходить по західному схилу по лавовим каналам крутизною до 45°. До краю кратера підйом становить близько 1600 м у висоту, до найвищої точки на південній частині старого кратера ще більше 100 м у висоту. Внаслідок високих денних температур, починається підйом в основному в нічний час. В даний час спуск у кратер більше не можливий.

## Галерея

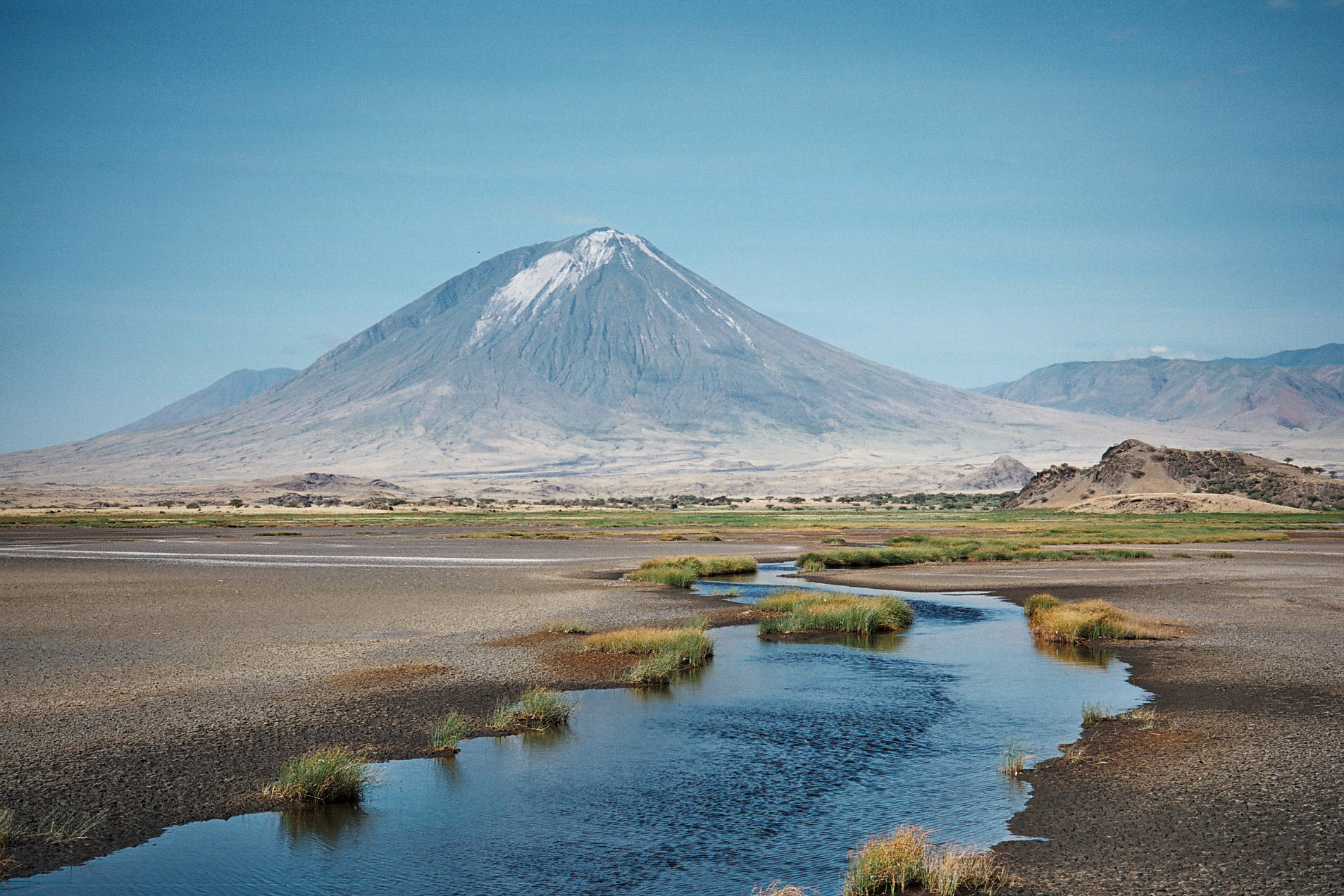
Вид на Ол-Доїньйо-Ленгаї від озера Натрон
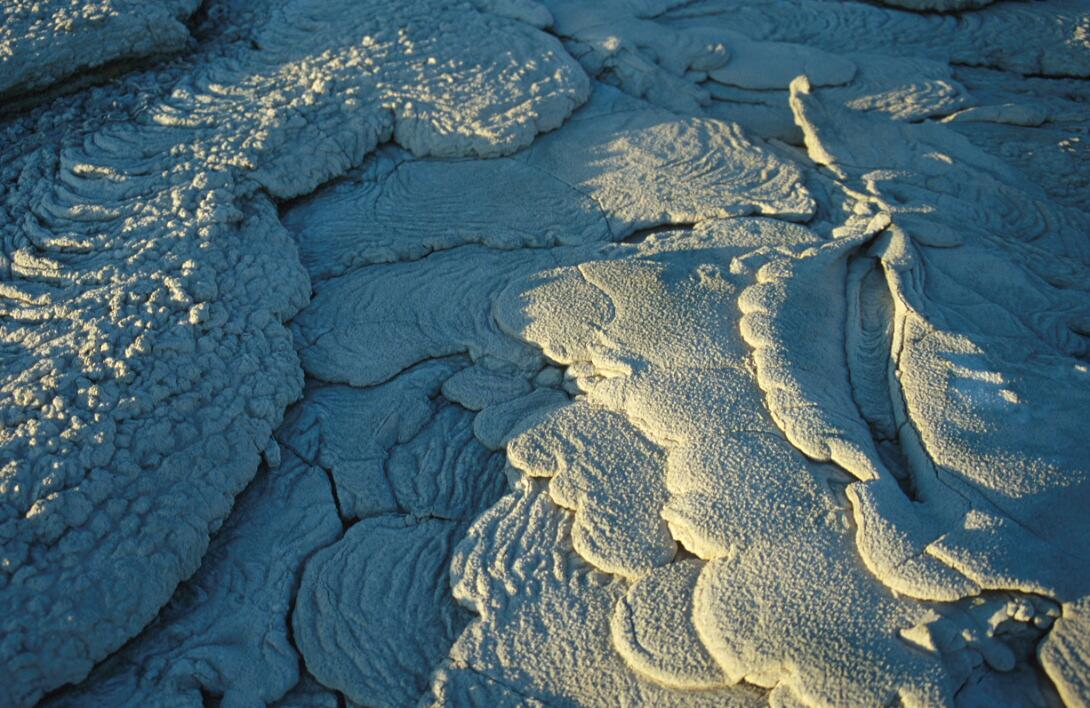
Застигла лава в кратері Ол-Доїньйо-Ленгаї, серпень 2001р.
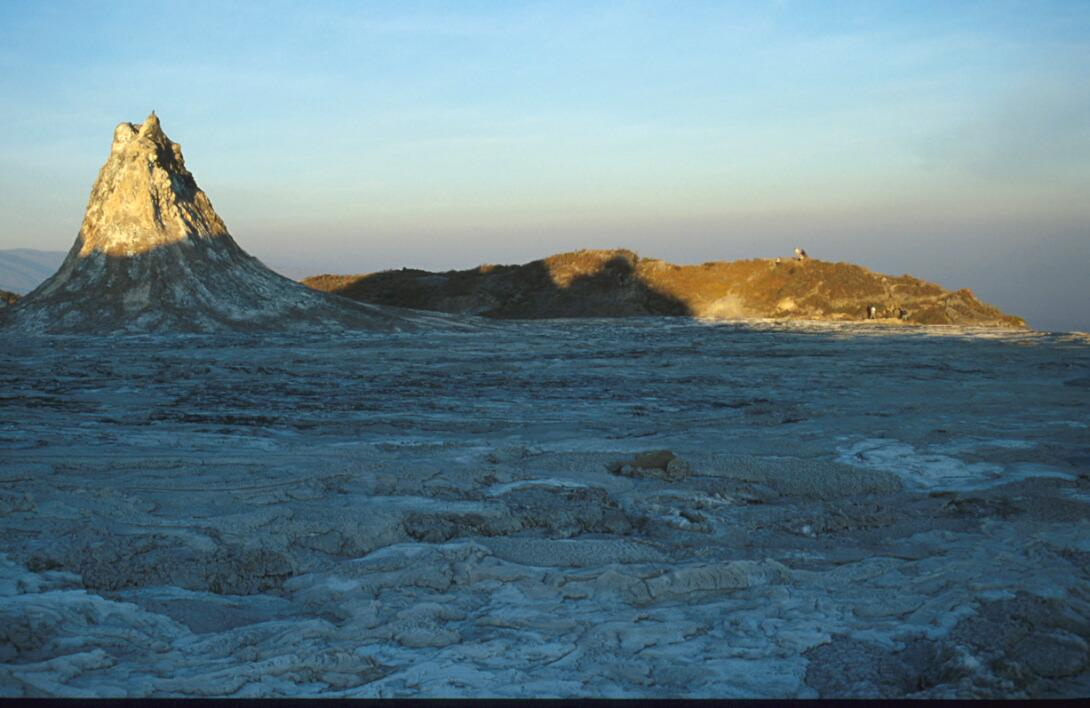
„Горніто“ в кратері неактивного вулкана, серпень 2001р.
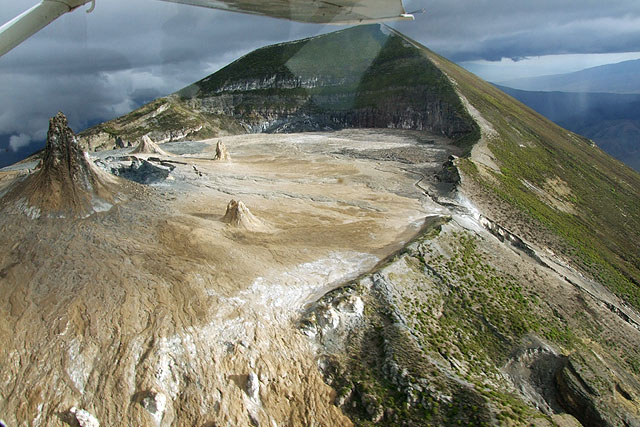
Вид у кратер до виверження 2007 року, листопад 2006р.
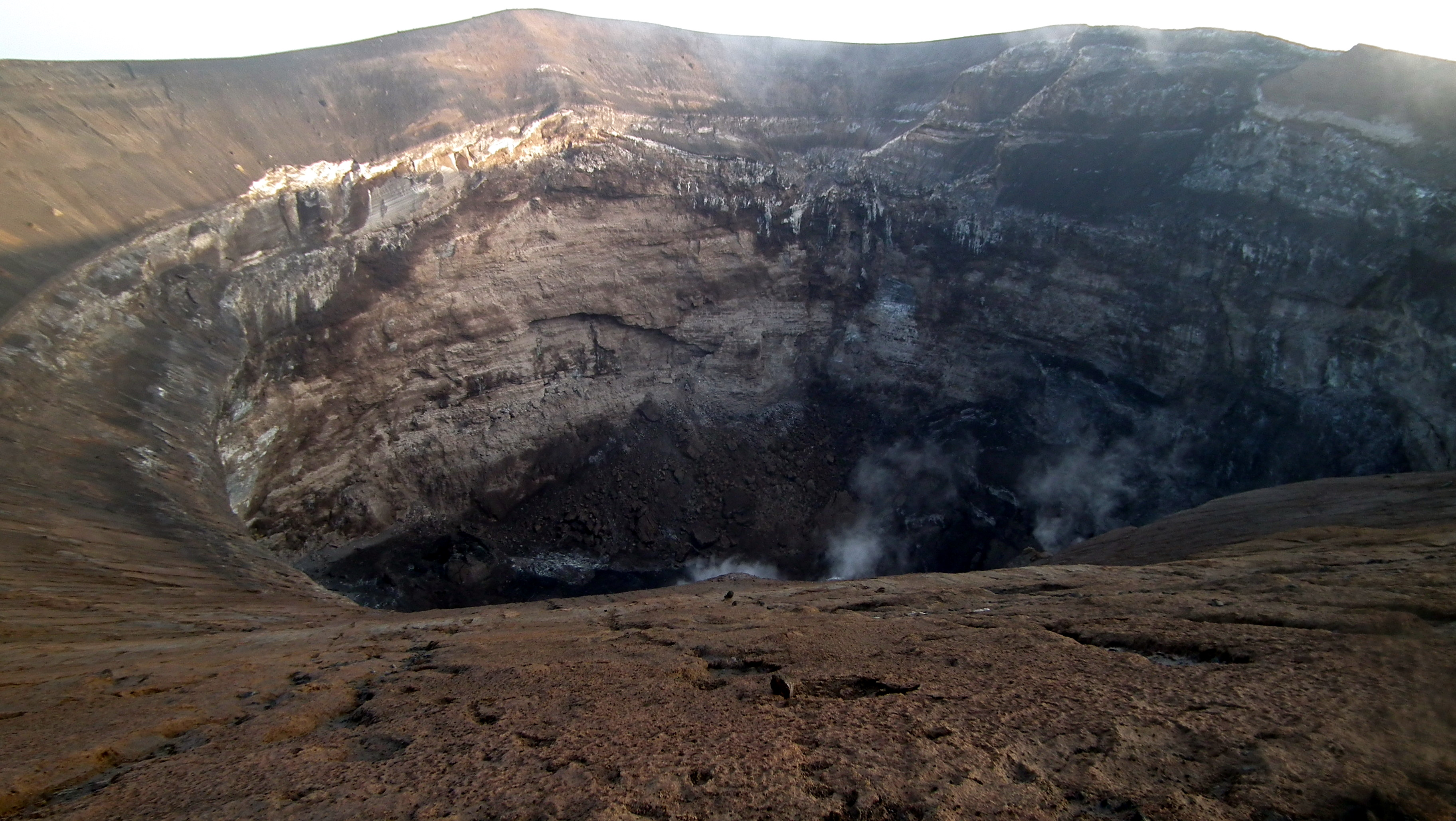
Вид у новоствореній кратер, січень 2011
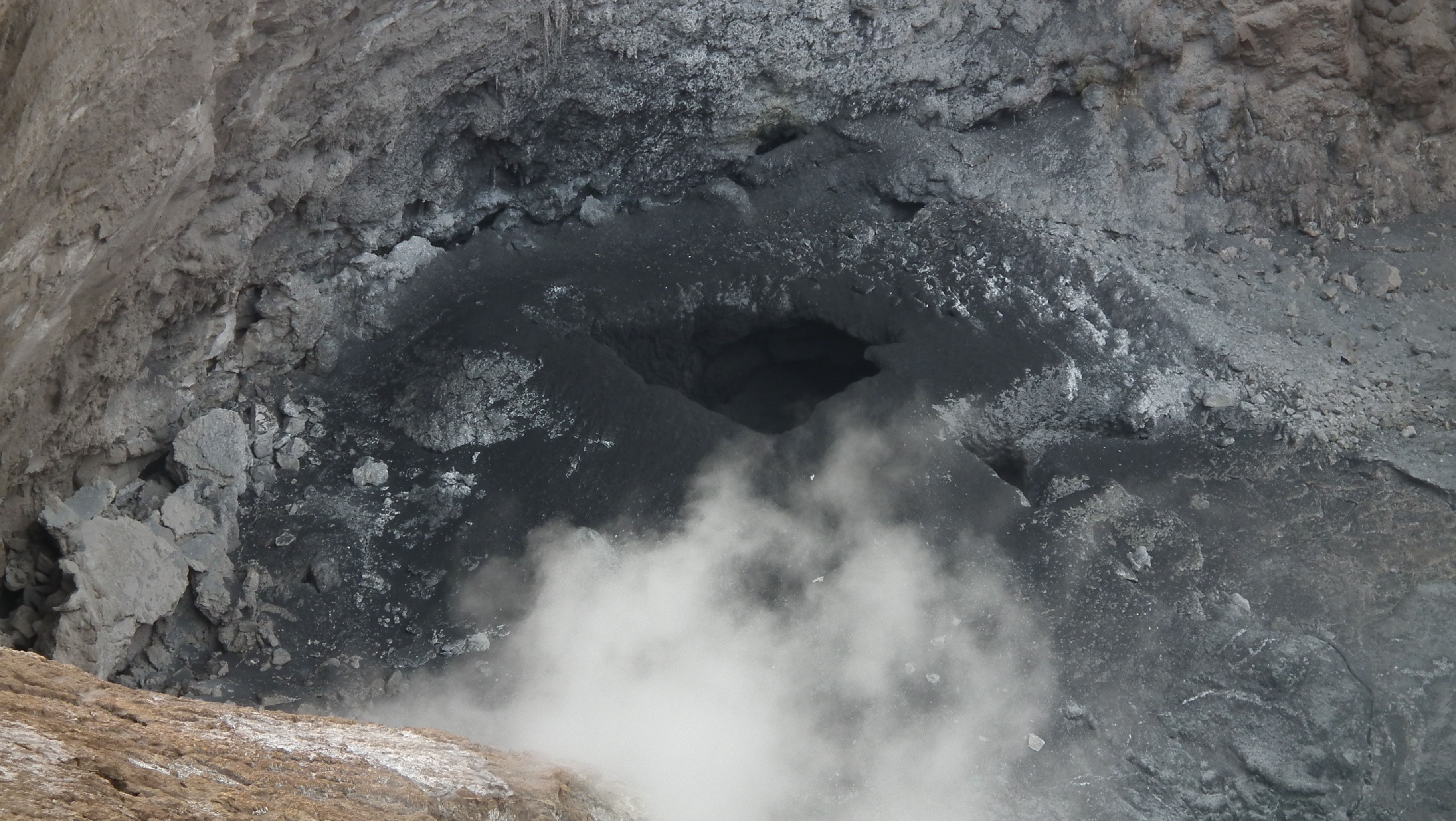
Незастигла лава в кратері, січень 2011